# Wahlbezirk Böhmen 117
Der Wahlbezirk Böhmen 117 war ein Wahlkreis für die Wahlen zum Abgeordnetenhaus im österreichischen Kronland Böhmen. Der Wahlbezirk wurde 1907 mit der Einführung der Reichsratswahlordnung geschaffen und bestand bis zum Zusammenbruch der Habsburgermonarchie.

## Geschichte
Nachdem der Reichsrat im Herbst 1906 das allgemeine, gleiche, geheime und direkte Männerwahlrecht beschlossen hatte, wurde mit 26. Jänner 1907 die große Wahlrechtsreform durch Sanktionierung von Kaiser Franz Joseph I. gültig. Mit der neuen Reichsratswahlordnung schuf man insgesamt 516 Wahlbezirke mit je einem zu wählenden Abgeordneten, die durch Direktwahl mit allfälliger Stichwahl bestimmt wurden. Der Wahlkreis Böhmen 117 umfasste die Gerichtsbezirke Falkenau und Elbogen ohne die Städte Elbogen und Falkenau (Wahlbezirk 90). Aus der Reichsratswahl 1907 ging der Freisozialist Simon Starck als Sieger hervor. Er konnte sein Mandat bei der Reichsratswahl 1911 erneut in der Stichwahl verteidigen.

## Wahlergebnisse

### Reichsratswahl 1907
Die Reichsratswahl 1907 wurde am 14. Mai 1907 (erster Wahlgang) sowie am 23. Mai 1907 (Stichwahl) durchgeführt.

#### Erster Wahlgang
| Kandidat                                                                     | Partei                             | Wahlkreis- stimmen | Stimmanteil |
| ---------------------------------------------------------------------------- | ---------------------------------- | ------------------ | ----------- |
| Leo Verkauf                                                                  | Sozialdemokratische Arbeiterpartei | 5004               | 44,5 %      |
| Simon Starck                                                                 | Freisozialist                      | 3802               | 33,8 %      |
| Martin Sturm                                                                 | Alldeutsche Vereinigung            | 2185               | 19,4 %      |
| Karl Stroh                                                                   | Christlichsoziale Partei           | 201                | 1,8 %       |
|                                                                              | Sonstige Parteien                  | 42                 | 0,4 %       |
| Wahlberechtigte: 13.398, Ungültige/Leere Stimmen: 79 Wahlbeteiligung: 84,4 % |                                    |                    |             |

#### Stichwahl
| Kandidat                                                                      | Partei                             | Wahlkreis- stimmen | Stimmanteil |
| ----------------------------------------------------------------------------- | ---------------------------------- | ------------------ | ----------- |
| Simon Starck                                                                  | Freisozialist                      | 6207               | 54,2 %      |
| Leo Verkauf                                                                   | Sozialdemokratische Arbeiterpartei | 5251               | 45,8 %      |
| Wahlberechtigte: 13.398, Ungültige/Leere Stimmen: 79, Wahlbeteiligung: 86,2 % |                                    |                    |             |

### Reichsratswahl 1911
Die Reichsratswahl 1911 wurde am 13. Juni 1911 sowie am 20. Juni 1911 (Stichwahl) durchgeführt.

#### Erster Wahlgang
| Kandidat                                                                      | Partei                             | Wahlkreis- stimmen | Stimmanteil |
| ----------------------------------------------------------------------------- | ---------------------------------- | ------------------ | ----------- |
| Adolf Bohl                                                                    | Sozialdemokratische Arbeiterpartei | 5409               | 47,3 %      |
| Simon Starck                                                                  | Freisozialist                      | 3557               | 31,1 %      |
| Josef Stoidner                                                                | Deutsche Agrarpartei               | 1277               | 11,2 %      |
| R. Thomas                                                                     | Alldeutsche Vereinigung            | 1048               | 9,2 %       |
| Franz hemala                                                                  | Christlichsoziale Partei           | 125                | 1,1 %       |
|                                                                               | Sonstige Parteien                  | 14                 | 0,1 %       |
| Wahlberechtigte: 14.042, Ungültige/Leere Stimmen: 90, Wahlbeteiligung: 82,0 % |                                    |                    |             |

#### Stichwahl
| Kandidat                                                                       | Partei                             | Wahlkreis- stimmen | Stimmanteil |
| ------------------------------------------------------------------------------ | ---------------------------------- | ------------------ | ----------- |
| Simon Starck                                                                   | Freisozialist                      | 6158               | 52,1 %      |
| Adolf Bohl                                                                     | Sozialdemokratische Arbeiterpartei | 5663               | 47,9 %      |
| Wahlberechtigte: 14.042, Ungültige/Leere Stimmen: 106, Wahlbeteiligung: 84,9 % |                                    |                    |             |